# Manuel Fortuna
Elpidio Manuel Fortuna Lara (Santo Domingo, 23 marzo 1985) è un cestista dominicano.

## Carriera
Con la Rep. Dominicana ha disputato i Campionati mondiali del 2014 e due edizioni dei Campionati americani (2011, 2013).